# すや

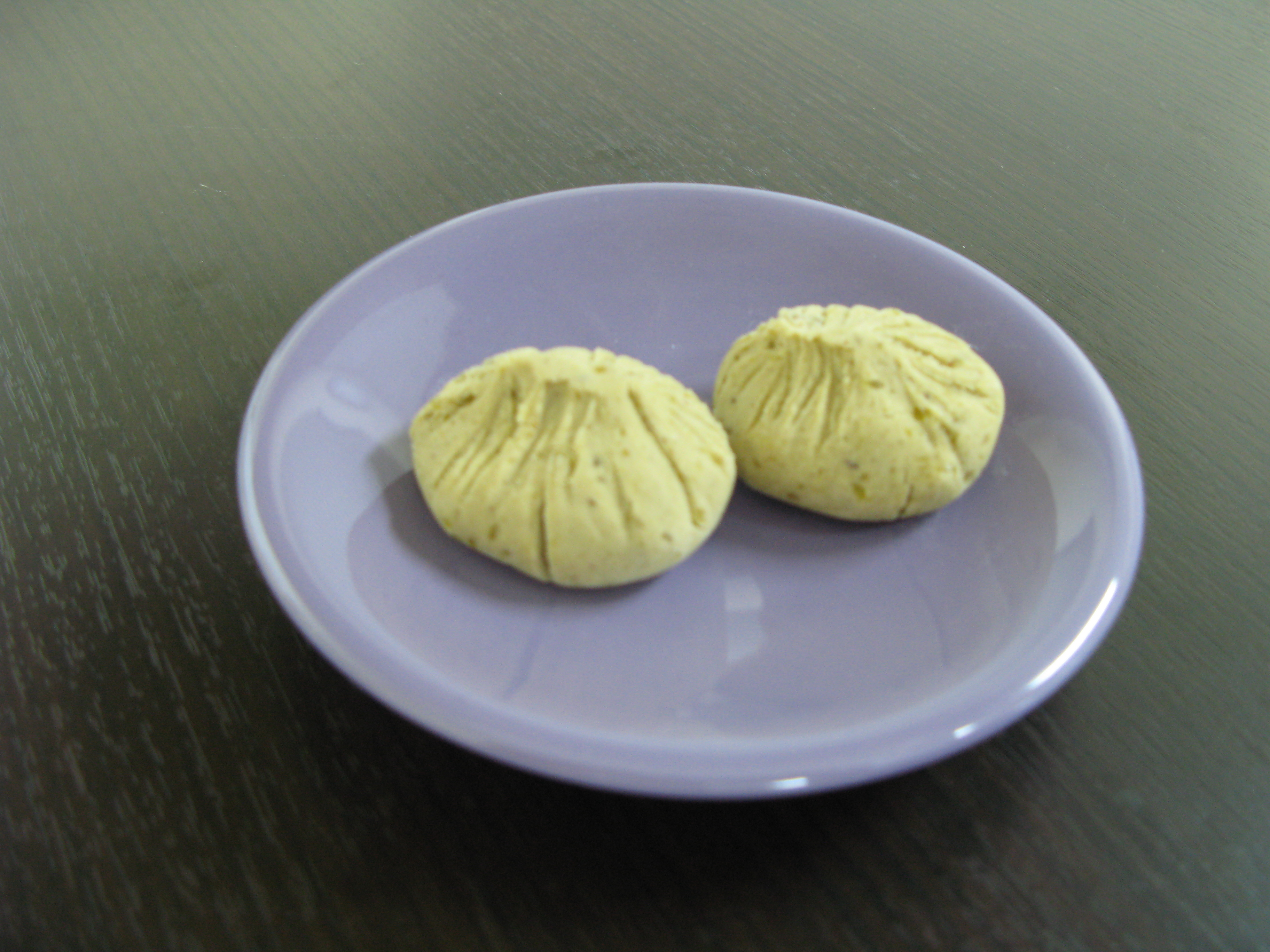
すやの栗きんとん

株式会社すやとは、岐阜県中津川市に本店のある和菓子店。

## 概要
栗きんとんで有名な老舗和菓子店。岐阜県東濃には栗きんとんを製造・販売する和菓子店が複数存在しているが、すやはその元祖と言われている。本店の建物は中津川でも知られた旧家で、木曽ケヤキで作られた大看板に書かれた「すや」の文字は良寛の書から倣ったものである。

## 歴史
創業は元禄年間。江戸からやってきて中津川宿に住み着いた武士赤井九蔵が開いた酢の店「十八屋」が起源とされる。中津川宿の酢は有名で、1802年（享和2年）にこの地を訪れた大田南畝は「壬戌紀行」に十八屋の名前を記している。店名の「すや」は「酢屋」から転じたものであり、7代目から菓子作りを始めて現在に至る。

## 店舗
- 本店（岐阜県中津川市）
- すや西木（岐阜県中津川市）
  - 甘味処 榧
- 名古屋直売所（愛知県名古屋市）
  - 松坂屋名古屋店（中区）
  - ジェイアール名古屋タカシマヤ（中村区）